# Лесной Бор (Костромская область)
Лесной Бор — опустевший кордон в Костромском районе Костромской области. Входит в состав Караваевского сельского поселения.

## География
Находится в юго-западной части Костромской области на расстоянии приблизительно 9 км на восток-юго-восток по прямой от железнодорожной станции Кострома-Новая на правом берегу реки Теткиш, примыкая к территории садоводческого товарищества «Весна».

## Население
Постоянное население составляло 2 человека в 2002 году (русские 100 %), 0 в 2022.